# Halichondria convolvens
Halichondria convolvens är en svampdjursart som beskrevs av Sarà 1960. Halichondria convolvens ingår i släktet Halichondria och familjen Halichondriidae.
Artens utbredningsområde är Italien. Inga underarter finns listade i Catalogue of Life.